# Кулініченко Ніна Петрівна
Кулініченко Ніна Петрівна (5 листопада 1948) — автор дитячих і ліричних віршів.

## Життєпис
Є членом Регіональної спілки письменників Придніпров'я, Міжрегіональної спілки письменників України та Міжнародного співтовариства письменницьких спілок (м. Москва).
Народилася 5 листопада 1948 р. в селі Наталівка Солонянського району Дніпропетровської області. Перша професія — плановик-бухгалтер (до1991р).
У 1991 році отримала другу професію — медична сестра.
З 1991 року працює масажистом.
Перші вірші написала в 1960 році, до ювілею першої вчительки. Потім були вірші про Батьківщину, про школу, про чудовий рідний край, про друзів і однокласників. Деякі вірші друкувала газета «Піонерська правда». Її юнацька творчість тривало до 1967 р. З 1967 по 1995 р. була перерва у творчості поетеси.
У 2002 році автор видала збірку віршів для дітей «Ми пішли за ялинкою в ліс», а протягом 2010 року були видані три збірки вибраних поезій «Мені снилася тиша», «Святковий букет» (збірка віршів для дітей) і російськомовний збірник «Мне осень сиплет в руки листопад».